# Луау

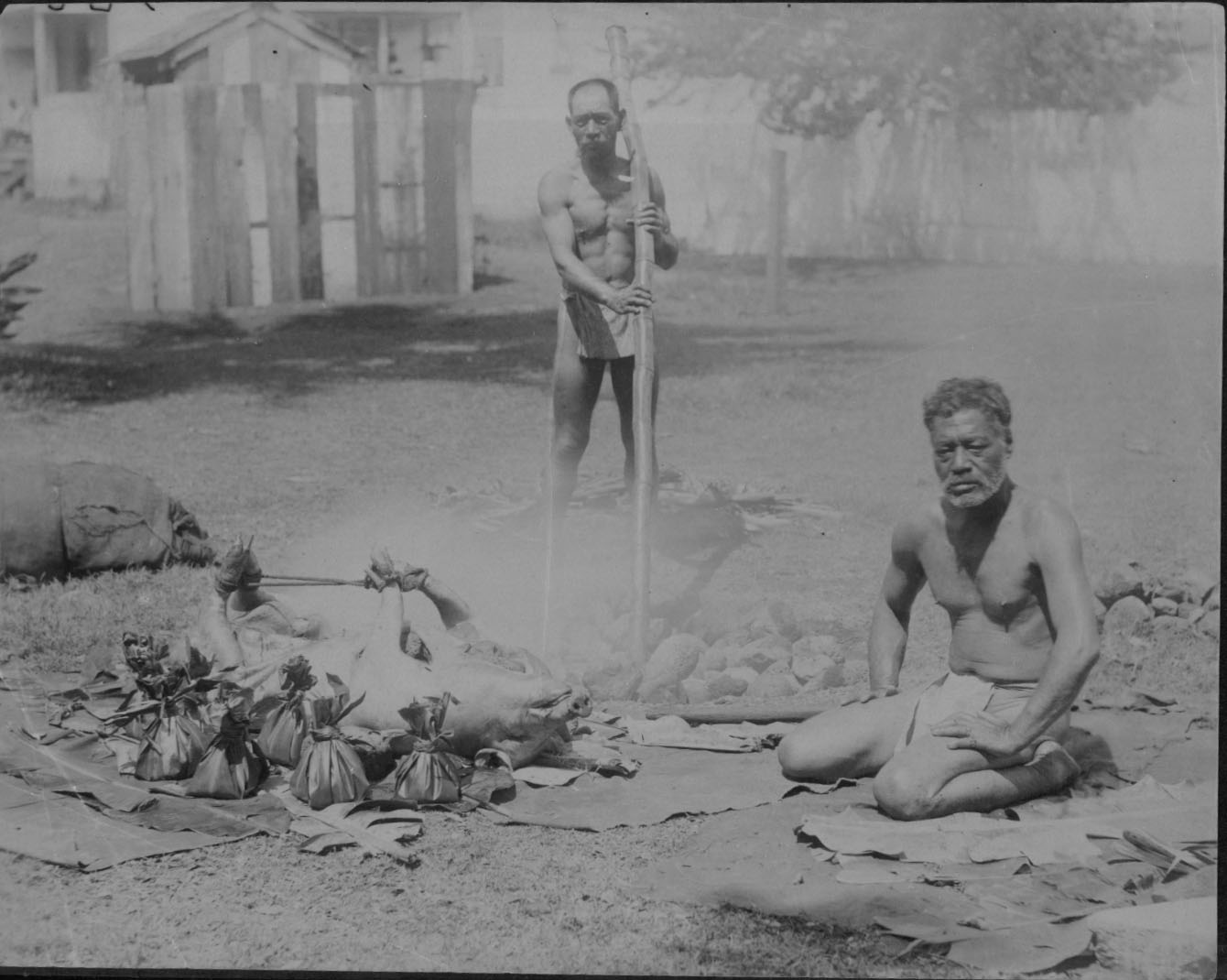
Гавайские мужчины готовят калуа (запекание свиньи в подземной печи), около 1890 года

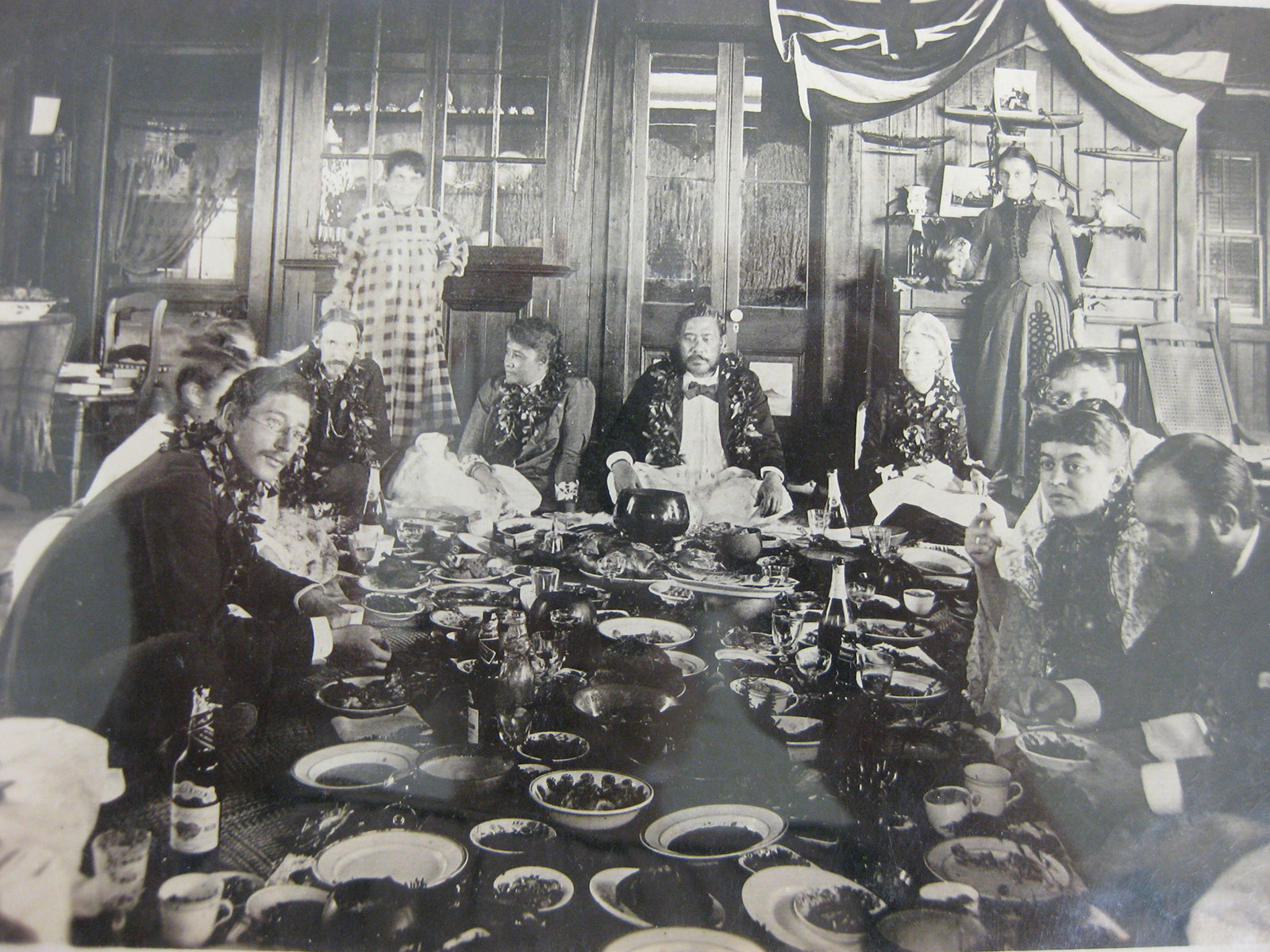
Королевская луау. Писатель Роберт Льюис Стивенсон с семьёй в гостях у короля Калакауа и королевы Лилиуокалани, 1889 год

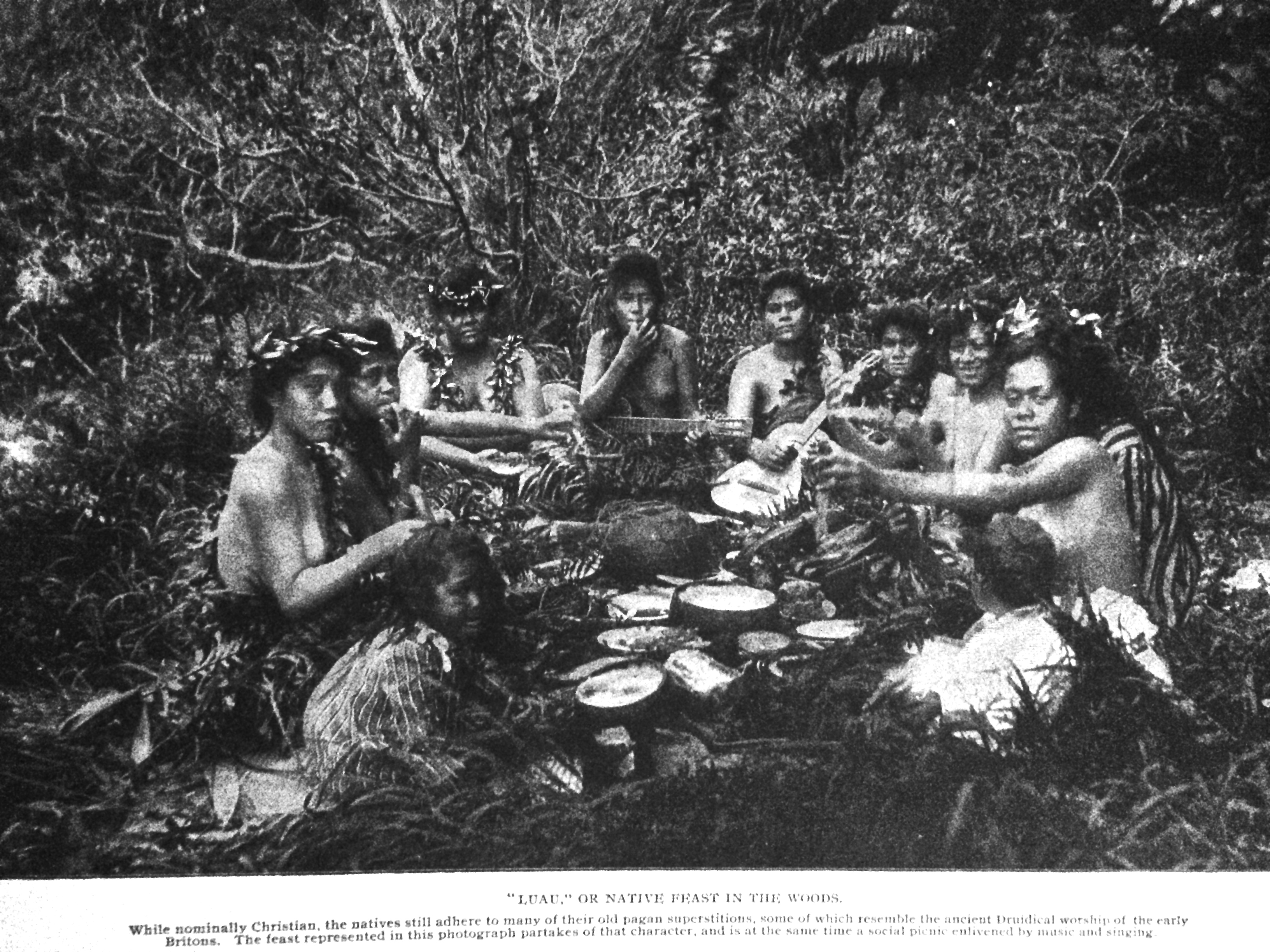
Луау, 1899 год

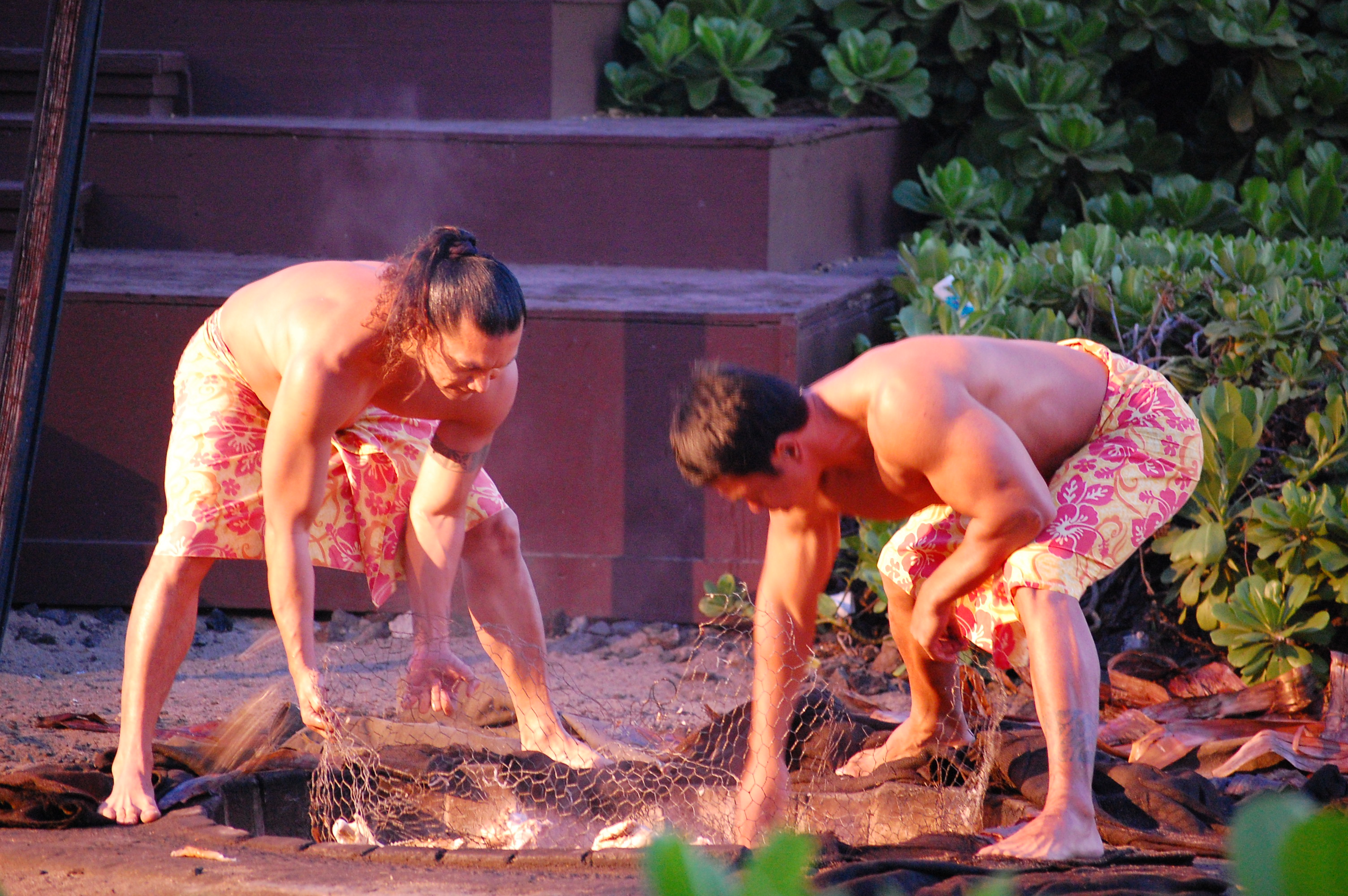
Готовка мяса калуа в наше время

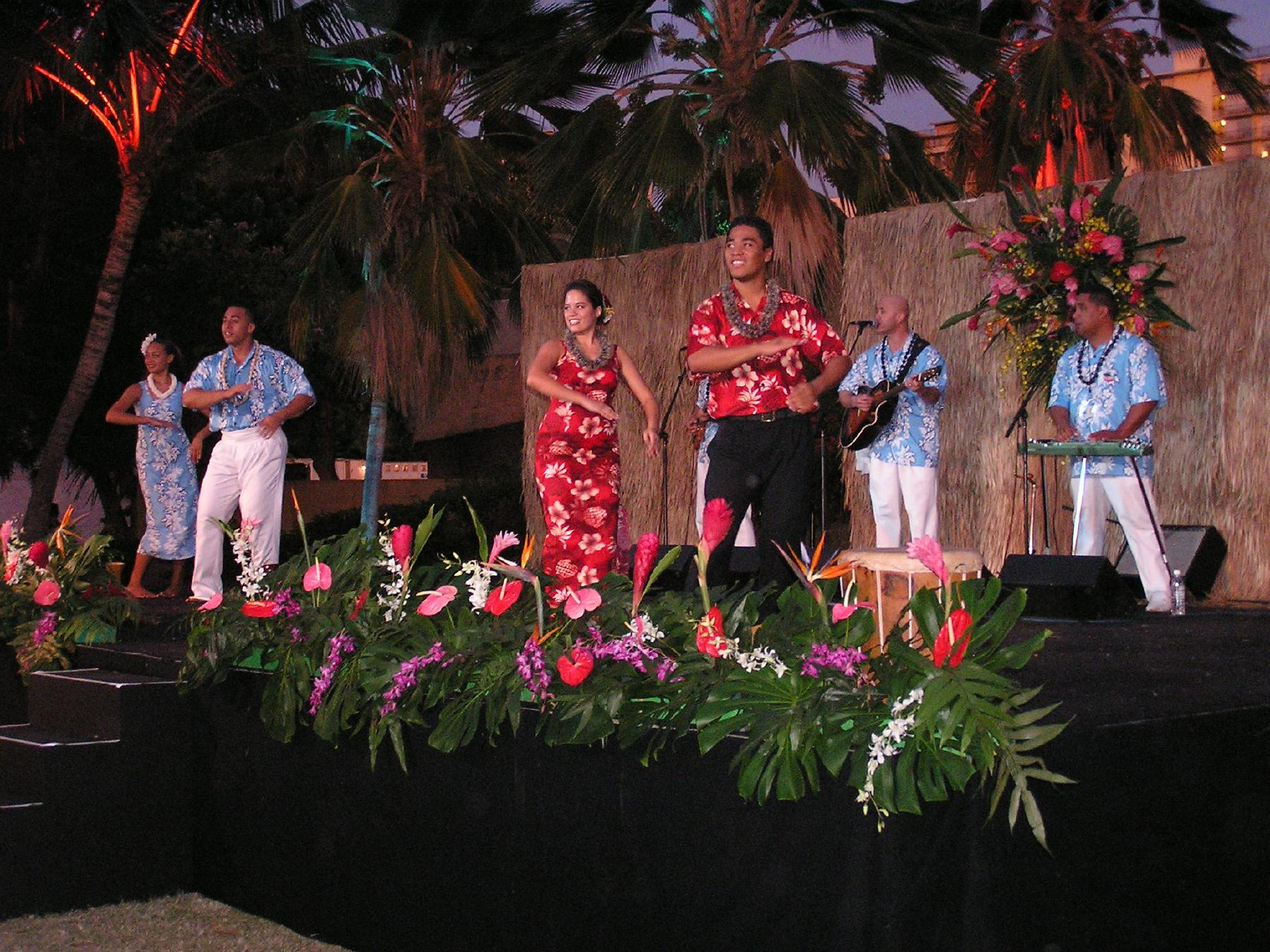
Гавайские музыканты и танцоры выступают на луау

Луау (гав. Lūʻau, англ. Luau) — традиционная гавайская вечеринка. Первоначально так назывался только местный праздник плодородия. Со временем на островах так стали называть все праздники, будь то день рождения, выпускной или свадьба. Сейчас же луау называют вообще любую вечеринку в гавайском стиле, даже если она устраивается без повода.
Луау происходит обычно на открытом воздухе. Для неё характерны такие блюда, как калуа (приготовленный в подземной печи дикий кабан или сейчас чаще домашняя свинья), пои, поке, ломи сэмон, хаупия (кокосовый пудинг с бананом), лаулау, кулоло, гавайское пиво и различные тропические фрукты. Вечеринка обычно сопровождается традиционной гавайской музыкой, танцами и огненным шоу.

## История
В древности на Гавайских островах мужчины и женщины питались раздельно. Также женщинам не разрешалось употреблять в пищу продукты, которые не были повседневной пищей и продукты, которые подавались только по особым случаям. В 1819 году король Камеамеа II упразднил все действующие религиозные законы. Камеамеа II также совершил символический жест, сев есть вместе с женщиной, тем самым он положил конец гавайским религиозным табу. Появление традиционных гавайских вечеринок относят именно к этому времени.
Современное название вечеринок «луау» происходит от одноимённого блюда, часто подаваемого на таких мероприятиях, когда кальмар или курица готовились с использованием листьев таро и кокосового молока. Еду на луау было принято раскладывать на земле, на разостланных листьях или ковре. Есть еду на луау принято руками.

## Тематические вечеринки
Тематические гавайские вечеринки устраивают и вне островов. Обычно они проходят на открытом воздухе, часто у бассейна. Гости на такой вечеринке надевают гавайские рубашки и ожерелья из цветов. Некоторые организаторы таких мероприятий могут позволить себе заказывать еду прямо с островов, другие же довольствуются коктейлями типа «Май Тай». На таких мероприятиях обычно исполняются гавайские танцы, звучат барабаны и укулеле.